# Guillermo Londoño
Guillermo Londoño Durana(1962-
Pintor Colombiano, nace en Bogotá estudia Dibujo con José Luis Cuevas, México en 1987 Universidad de California Berkeley BFA. 
Entre los concursos en que se ha destacado esta el Salón Nacional de Artistas de Colombia.  
Sus obras se han expuesto alrededor del mundo, vivió en Berlín, Alemania y es reconocido por su uso del color en nubes y fondos.
Su arte se puede encontrar en Galerías y Museos alrededor del mundo.